# Edmund Bonner
Edmund Bonner, född omkring 1500, död den 5 september 1569, var en engelsk biskop. 
Bonner blev 1529 kaplan hos kardinal Wolsey och sändes 1532 till Rom för att föra Henrik VIII:s talan i skilsmässofrågan. År 1538 blev han biskop i Herefords stift och 1539 i Londons stift. Bonner blev 1549 under Edvard VI inspärrad i fängelse för sin fientlighet mot protestanterna och sin vägran att använda den nya bönboken. 
Sedan han vid drottning Marias tronbestigning (1553) blivit frigiven och återinsatt i sitt ämbete, var han ivrigt verksam vid de protestantförföljelser, kallade Marianska förföljelsen, som därefter anställdes på spanskt initiativ. Hans personliga roll vid dessa blodsdomar har dock måhända efter kyrkohistorikern Foxes martyrhistoria brukat framställas värre än den verkligen var. 
Under Elisabet I vägrade han avlägga supremateden och miste för den skull åter sitt biskopsämbete samt kastades i Marshalseafängelset, där han dog. I England är han känd som "Bloody Bonner".